# カレン・テイ・ヤマシタ
カレン・テイ・ヤマシタ（Karen Tei Yamashita、日本名：山下てい、1951年1月8日 - ）は、日系3世の日系アメリカ人の作家である。

## 来歴
カリフォルニア州オークランド生まれ。ミネソタ州カールトン大学在籍時に日本の文化と文学を学ぶために早稲田大学に1年半ほど留学し、1974年にカールトン大学を卒業。
専攻は英米文学と日本文学。同年、日本人の移民の歴史と人類学の研究をするために奨学金を得てブラジルに渡り、10年間を過ごす。
1984年にロサンゼルスのガーディナに移住。カリフォルニア大学サンタクルーズ校の文学部教授として、クリエイティブ・ライティングとアジア系アメリカ人文学を教える。
マジックリアリズムの要素を含む作品に、『I Hotel』（2010）、『Circle K Cycles』（2001）、『Tropic of Orange』（1997）、『Brazil-Maru』（1992）、『Through the Arc of the Rain Forest』（1990）などがある。山下の小説は、グローバル化が進む現代において、国境や国家・民族のアイデンティティといったオーソドックスな概念を揺るがしながらも、ポリグロットで多文化なコミュニティの必要性を訴えている。また、アジア系アメリカ人の演劇グループ、イースト・ウェスト・プレイヤーズが制作した『Hannah Kusoh』『Noh Bozos』『O-MEN』など、数多くの戯曲を執筆している。
1991年、『熱帯雨林の彼方へ』で全米図書賞にノミネート。2021年に全米図書賞の「アメリカ文学への特別な貢献」者に選ばれた。

## 受賞歴
- ジェイムズ・クラヴェル・アメリカン-ジャパニーズ短編賞
- アメラジア・ジャーナル短編大賞
- 1992年、ジャネット・ハイディンガー・カフカ文学賞

## 邦訳作品
- 『熱帯雨林の彼方へ』風間賢二訳 1994年、白水社　2014年、新潮社

## 著書
- Through the Arc of the Rain Forest. (Coffee House Press, 1990).
  - 風間賢二訳『熱帯雨林の彼方へ』1994年、白水社　2014年、新潮社
- Brazil-Maru. (Coffee House Press, 1992).
- Tropic of Orange. (Coffee House Press, 1997).
- Circle K Cycles. (Coffee House Press, 2001).
- I Hotel. (Coffee House Press, 2010).
- Anime Wong: Fictions of Performance, edited with an afterword by Stephen Hong Sohn. (Coffee House Press, 2014).
- Letters to Memory. (Coffee House Press, 2017).
- Sansei and Sensibility: Stories. (Coffee House Press, 2020).